# Моура, Лукас
Лу́кас Родри́гес Мо́ура да Си́лва (порт. Lucas Rodrigues Moura da Silva; род. 13 августа 1992[…], Сан-Паулу) — бразильский футболист, атакующий полузащитник клуба «Сан-Паулу» и национальной сборной Бразилии.

## Клубная карьера

### Ранние годы
Лукас начал карьеру в футбольной школе Марселиньо Кариоки. Подросток дебютировал в августе против «Атлетико Паранаэнсе» как Марселиньо. Однако в середине сентября объявил, что хотел бы назвать себя Лукас. Оттуда он перешёл в клуб «Санта-Мария», а затем и в «Жувентус». В 2002 году он перешёл в молодёжный состав «Коринтианса», где провёл 3 года.

### Сан-Паулу
В 2005 году Лукас стал игроком «Сан-Паулу». В 2010 году он помог клубу выиграть молодёжный чемпионат Сан-Паулу, после чего тренер Сержио Барези порекомендовал его и Каземиро для перехода в первый состав. Первоначально, при тренере Рикардо Гомесе Лукас не получал места в составе команды, но с приходом на пост главного тренера «Сан-Паулу» Пауло Сезара Карпежиани дебютировал в клубе в матче с «Атлетико Паранаэнсе». Затем он смог завоевать место в основном составе команды и провёл за год 25 матчей. 17 февраля 2011 года Лукас подписал контракт с клубом до 2015 года с возможной суммой выкупа контракта за 180 млн реалов, что являлось на тот момент второй суммой отступных в истории бразильского чемпионата.
В середине 2011 года миланский «Интернационале» принял решение купить одного из самых талантливых молодых игроков Бразилии, но «Сан-Паулу» отказался отпускать игрока. Однако руководство бразильского клуба согласилось сесть за стол переговоров в период дозаявок, который открылся в январе 2012 года, но Лукас остался в стане «трёхцветных». В мае того же года футболистом заинтересовался мадридский «Реал».
В середине 2012 года «ПСЖ» заинтересовался Лукасом, и парижане сразу договорились с «Сан-Паулу», что он покинет бразильский коллектив только в январе 2013 года. Во второй половине года Лукас стал одним из героев победной кампании «Сан-Паулу» в розыгрыше Южноамериканского кубка. Так, в ответном финальном матче на Морумби Лукас на 23-й минуте открыл счёт в матче, а спустя 5 минут ассистировал Освалдо. Матч завершился после 1-го тайма, поскольку соперник, аргентинский «Тигре», испугался выходить на поле на второй тайм и «Сан-Паулу» стал победителем очередного международного трофея. Перед тем как поднять Южноамериканский кубок, капитан клуба легендарный Рожерио Сени снял с себя повязку и надел её на руку Лукасу, и они вместе подняли трофей.

### Пари Сен-Жермен

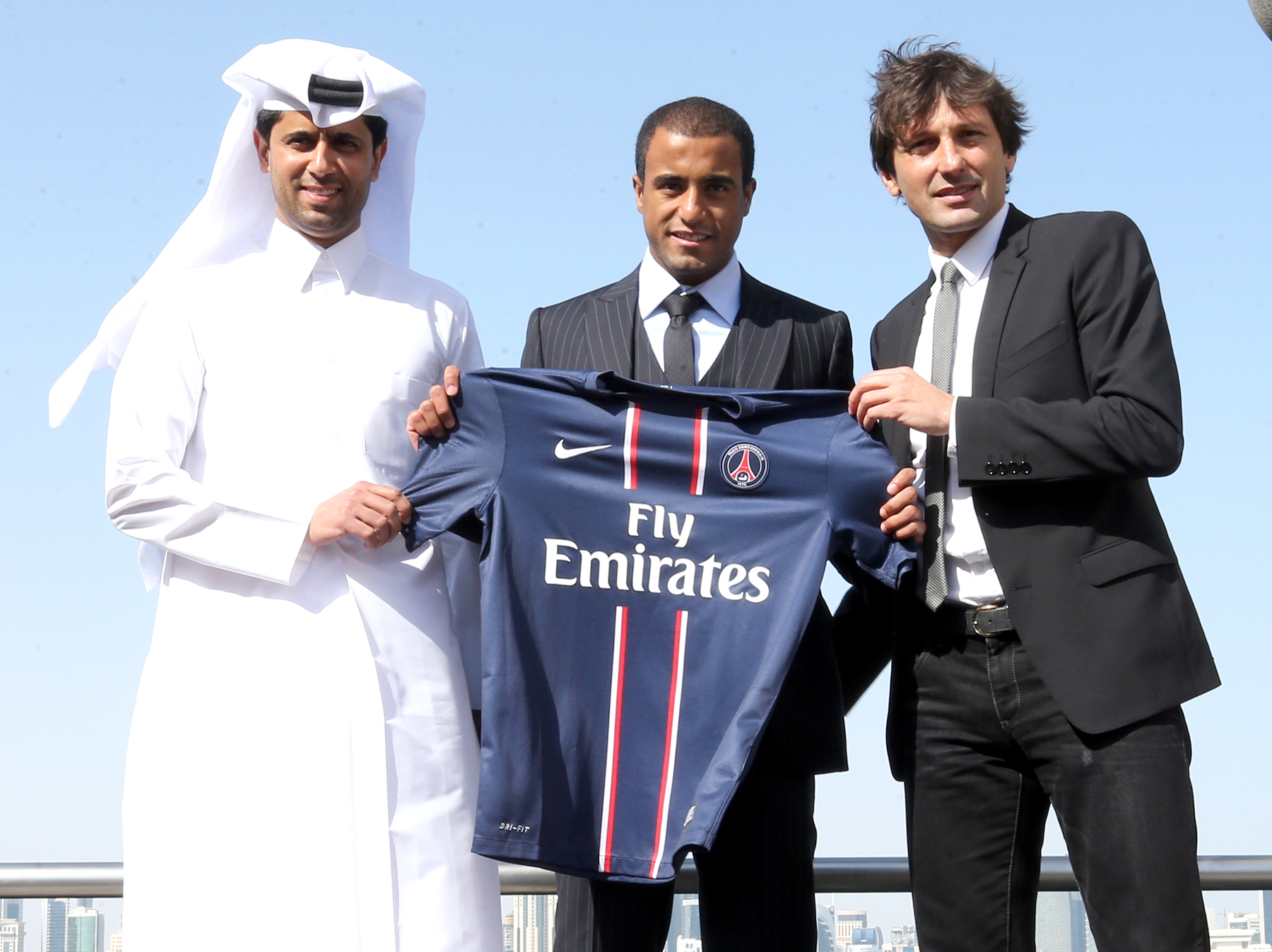
Презентация Лукаса в составе «Пари Сен-Жермен»

Во время трансферного окна 2012/13 Моура перешел в стан парижского клуба, сумма трансфера составила около 40-45 миллионов евро.Также было объявлено, что Лукас будет носить футболку под номером 29 оставшуюся часть сезона. 11 января 2013 года дебютировал против «Аяччо», матч закончился со счетом 0:0. 3 июня 2015 года продлил контракт с «Пари Сен-Жермен» до 2019 года.

### Тоттенхэм Хотспур
31 января 2018 года английский клуб «Тоттенхэм Хотспур» объявил о переходе Лукаса Моуры из «ПСЖ» за 28,4 млн евро. Контракт подписан до 2023 года. 8 мая 2019 года игрок оформил хет-трик в ответном матче полуфинала Лиги чемпионов УЕФА 2018/19 против «Аякса» (2:3), и «Тоттенхэм», благодаря правилу выездного гола (3:3 общ.), впервые прошёл в финал.
9 августа 2019 года Моура подписал новый контракт с «Тоттенхэмом», рассчитанный до 2024 года. Свой первый гол в сезоне 2019-20 Лукас забил в ворота «Манчестер Сити» 17 августа 2019 года, сравняв счёт всего после 19 секунд после того, как вышел на поле на замену.

## Международная карьера
30 ноября 2010 года Лукас был вызван в состав сборной до 20 лет. В её составе он, год спустя, участвовал в южноамериканском чемпионате. В решающей игре этого первенства против Уругвая, Лукас сделал хет-трик, чем принёс победу своей команде со счётом 6:0 и титул молодёжного чемпионата континента.
27 марта 2011 года Лукас дебютировал в составе первой сборной страны в товарищеской игре с Шотландией, где вышел за 19 минут до конца встречи, заменив Жадсона. В июне 2011 года он был вызван в состав национальной команды для участия в Кубке Америки.
29 марта 2011 года во втором финальном матче Кубка Рока забил свой первый мяч за сборную, пробежав через половину поля соперника, после чего отправил мяч низом в дальний от вратаря угол.

## Статистика выступлений
| Выступление       | Выступление      | Выступление      | Чемпионат | Чемпионат | Кубки | Кубки | Конт. | Конт. | Прочие | Прочие | Итого | Итого |
| Клуб              | Лига             | Сезон            | Игры      | Голы      | Игры  | Голы  | Игры  | Голы  | Игры   | Голы   | Игры  | Голы  |
| ----------------- | ---------------- | ---------------- | --------- | --------- | ----- | ----- | ----- | ----- | ------ | ------ | ----- | ----- |
| Сан-Паулу         | Серия A          | 2010             | 25        | 4         | 0     | 0     | 0     | 0     | 0      | 0      | 25    | 4     |
| Сан-Паулу         | Серия A          | 2011             | 28        | 9         | 4     | 0     | 3     | 1     | 8      | 3      | 43    | 13    |
| Сан-Паулу         | Серия A          | 2012             | 21        | 6         | 9     | 2     | 9     | 2     | 21     | 6      | 60    | 16    |
| Сан-Паулу         | Итого            | Итого            | 74        | 19        | 13    | 2     | 12    | 3     | 29     | 9      | 128   | 33    |
| Пари Сен-Жермен   | Лига 1           | 2012/13          | 10        | 0         | 1     | 0     | 4     | 0     | 0      | 0      | 15    | 0     |
| Пари Сен-Жермен   | Лига 1           | 2013/14          | 36        | 5         | 6     | 0     | 10    | 0     | 1      | 0      | 53    | 5     |
| Пари Сен-Жермен   | Лига 1           | 2014/15          | 29        | 7         | 8     | 1     | 8     | 0     | 1      | 0      | 46    | 8     |
| Пари Сен-Жермен   | Лига 1           | 2015/16          | 36        | 9         | 10    | 2     | 9     | 2     | 1      | 0      | 56    | 13    |
| Пари Сен-Жермен   | Лига 1           | 2016/17          | 37        | 12        | 8     | 5     | 7     | 1     | 1      | 1      | 53    | 19    |
| Пари Сен-Жермен   | Лига 1           | 2017/18          | 5         | 1         | 1     | 0     | 0     | 0     | 0      | 0      | 6     | 1     |
| Пари Сен-Жермен   | Итого            | Итого            | 153       | 34        | 34    | 8     | 38    | 3     | 4      | 1      | 229   | 46    |
| Тоттенхэм Хотспур | Премьер-лига     | 2017/18          | 6         | 0         | 4     | 1     | 1     | 0     | 0      | 0      | 11    | 1     |
| Тоттенхэм Хотспур | Премьер-лига     | 2018/19          | 32        | 10        | 5     | 0     | 12    | 5     | 0      | 0      | 49    | 15    |
| Тоттенхэм Хотспур | Премьер-лига     | 2019/20          | 35        | 4         | 6     | 2     | 6     | 1     | 0      | 0      | 47    | 7     |
| Тоттенхэм Хотспур | Премьер-лига     | 2020/21          | 30        | 3         | 7     | 1     | 13    | 5     | 0      | 0      | 50    | 9     |
| Тоттенхэм Хотспур | Итого            | Итого            | 103       | 17        | 22    | 4     | 32    | 11    | 0      | 0      | 157   | 32    |
| Всего за карьеру  | Всего за карьеру | Всего за карьеру | 330       | 70        | 69    | 14    | 82    | 17    | 33     | 10     | 514   | 111   |

### Международная статистика
| Сборная              | Сезон            | Товарищеские | Товарищеские | Товарищеские | Турниры | Турниры | Турниры | Всего | Всего | Всего |
| Сборная              | Сезон            | Игры         | Голы         | Пасы         | Игры    | Голы    | Пасы    | Игры  | Голы  | Пасы  |
| -------------------- | ---------------- | ------------ | ------------ | ------------ | ------- | ------- | ------- | ----- | ----- | ----- |
| Бразилия (до 19 лет) |                  |              |              |              |         |         |         |       |       |       |
| 2010                 | 0                | 0            | 0            | 11           | 10      | 0       | 11      | 10    | 0     |       |
| Всего за карьеру     | Всего за карьеру | 0            | 0            | 0            | 11      | 10      | 0       | 11    | 10    | 0     |

| Сборная              | Сезон            | Товарищеские | Товарищеские | Товарищеские | Турниры | Турниры | Турниры | Всего | Всего | Всего |
| Сборная              | Сезон            | Игры         | Голы         | Пасы         | Игры    | Голы    | Пасы    | Игры  | Голы  | Пасы  |
| -------------------- | ---------------- | ------------ | ------------ | ------------ | ------- | ------- | ------- | ----- | ----- | ----- |
| Бразилия (до 20 лет) |                  |              |              |              |         |         |         |       |       |       |
| 2011                 | 0                | 0            | 0            | 9            | 4       | 0       | 9       | 4     | 0     |       |
| Всего за карьеру     | Всего за карьеру | 0            | 0            | 0            | 9       | 4       | 0       | 9     | 4     | 0     |

| Сборная              | Сезон            | Товарищеские | Товарищеские | Товарищеские | Турниры | Турниры | Турниры | Всего | Всего | Всего |
| Сборная              | Сезон            | Игры         | Голы         | Пасы         | Игры    | Голы    | Пасы    | Игры  | Голы  | Пасы  |
| -------------------- | ---------------- | ------------ | ------------ | ------------ | ------- | ------- | ------- | ----- | ----- | ----- |
| Бразилия (до 23 лет) |                  |              |              |              |         |         |         |       |       |       |
| 2012                 | 1                | 0            | 0            | 4            | 0       | 0       | 5       | 0     | 0     |       |
| Всего за карьеру     | Всего за карьеру | 1            | 0            | 0            | 4       | 0       | 0       | 5     | 0     | 0     |

| Сборная          | Сезон            | Товарищеские | Товарищеские | Товарищеские | Турниры | Турниры | Турниры | Всего | Всего | Всего |
| Сборная          | Сезон            | Игры         | Голы         | Пасы         | Игры    | Голы    | Пасы    | Игры  | Голы  | Пасы  |
| ---------------- | ---------------- | ------------ | ------------ | ------------ | ------- | ------- | ------- | ----- | ----- | ----- |
| Бразилия         | 2010             | 3            | 0            | 0            | 0       | 0       | 0       | 3     | 0     | 0     |
| Бразилия         | 2011             | 8            | 1            | 0            | 4       | 0       | 0       | 12    | 1     | 0     |
| Бразилия         | 2012             | 10           | 3            | 1            | 2       | 0       | 0       | 12    | 3     | 1     |
| Бразилия         | 2013             | 4            | 0            | 0            | 0       | 0       | 0       | 4     | 0     | 0     |
| Всего за карьеру | Всего за карьеру | 25           | 4            | 1            | 6       | 0       | 0       | 31    | 4     | 1     |

## Номера
Сан-Паулу — 7, 10, 37.
 ПСЖ — 29, 7.
 Сборная Бразилии — 7, 18, 20.
 Тоттенхэм — 27.

## Достижения
«Сан-Паулу»
- Обладатель Кубка Сан-Паулу (до 21): 2010
- Обладатель Кубка Атлантики (до 19): 2010
- Обладатель Южноамериканского кубка: 2012

 «Пари Сен-Жермен»
- Чемпион Франции (4): 2012/13, 2013/14, 2014/15, 2015/16
- Обладатель Суперкубка Франции (4): 2013, 2014, 2015, 2016
- Обладатель Кубка французской лиги (4): 2013/14, 2014/15, 2015/16, 2016/17
- Обладатель Кубка Франции: (3): 2014/15, 2015/16, 2016/17

 Сборная Бразилии
- Обладатель Кубка Рока: 2011
- Чемпион Южной Америки среди молодёжных команд: 2011
- Серебряный призёр летних Олимпийских игр: 2012
- Обладатель Кубка конфедераций: 2013

## Личные достижения
- Лучший игрок Кубка Атлантики (до 19): 2010
- Лучший молодой игрок («Открытие года») чемпионата Бразилии: 2010
- Лучший молодой игрок («Открытие года») чемпионата штата Сан-Паулу: 2010